# Fumio Nishino
Fumio Nishino (ur. 18 marca 1936 w Osace, zm. 6 maja 2007 w Tokio) – japoński inżynier, profesor Uniwersytetu Tokijskiego, Azjatyckiego Instytutu Technologicznego w Bangkoku, specjalista dróg i mostów, stalowych konstrukcji cienkościennych, mechaniki konstrukcji, doktor honoris causa Politechniki Gdańskiej.

## Działalność naukowa i zawodowa
Absolwent dwustopniowych studiów na Uniwersytecie Tokijskim: w 1959 – inżynier, w 1961 – magister inżynier, specjalista ze stateczności konstrukcji inżynierskich.
W 1964 uzyskał doktorat w zakresie filozofii w Lehigh University w Bethlehem w stanie Pensylwania w USA. Został zatrudniony na stanowisku assistant professor (1965–1968), associate professor (1968–1980).
W latach 1965–1995 był nauczycielem akademickim w Departamencie Inżynierii Cywilnej na Uniwersytecie Tokijskim. Dzięki jego staraniom w 1982 wprowadzono język angielski jako język wykładowy, co umożliwiło kształcenie studentów zagranicznych. W latach 1970–1972 i 1984–1986 był prorektorem do spraw współpracy z zagranicą Azjatyckiego Instytutu Technologicznego w Bangkoku, dziekan Wydziału Inżynierii od 1987 do 1989, profesor Asian Institute of Technology od 1984. Był autorem międzynarodowego programu Uniwersytetu Saitama, a od 1991 profesorem Szkoły Polityki Naukowej. W 1980 mianowany profesorem. Był profesorem w Podyplomowej Szkole Nauk Politycznych. Od 1995 na emeryturze.
Należał do: Akademii Technicznej Japonii, Japońskiej Akademii Inżynieryjnej, Komitetu UNESCO do spraw Nauki i Techniki, wiceprezes Japońskiego Towarzystwa dla Międzynarodowego Rozwoju, Amerykańskiego Towarzystwa dla Międzynarodowego Rozwoju, Japońskiego Towarzystwa Konstrukcji Stalowych, Międzynarodowego Towarzystwa Mostów i Konstrukcji Inżynierskich, Amerykańskiego Towarzystwa Inżynierów Cywilnych.
Był ekspertem rządu Japonii do wdrożenia planów rozwoju gospodarki: Bangladeszu, Korei, Singapuru, Tajlandii, Turcji, Filipin, Indonezji, Indii.
Projektował wiele konstrukcji mostów japońskich o rozpiętości głównego przęsła:
- wiszących:
  - Akashi Kaikyo – 1990 metrów,
  - Minami Bisan – 1100 metrów,
  - Kioto Bisan – 990 metrów,
  - Ohnaruto – 876 metrów,
  - Tokio Harbour – 570 metrów,
- podwieszonych:
  - Tsurumi – 510 metrów,
  - Ikuchi – 490 metrów,
  - Jokohama Bay – 460 metrów,
  - Tsingma – 1377 metrów,
  - Kapshui Mun w Hongkongu – 430 metrów,
  - Yangpu – 602 metrów,
  - Nanou – 423 metry w Szanghaju.

Projektował i nadzorował projekty ponad 30 mostów stalowych, konsultował mechanikę stalowych konstrukcji cienkościennych dla firm budowlanych i projektowych mostów.
Zainicjował współpracę z Politechniką Gdańską od lat siedemdziesiątych, co umożliwiło prowadzenie wspólnych prac badawczych, staży naukowych, doktorskich.
Był autorem ponad 120 publikacji, 1 książki: Continuum Mechanics II – Structures na temat teorii stateczności, nośności granicznej, dźwigarów cienkościennych, nieliniowej mechaniki budowli, optymalizacji projektowania. Należał do Komitetu Redakcyjnego czasopisma „Structural Engineering and Mechanics”. Był przewodniczącym Federacji Instytucji Inżynierskich Azji Północnej, Pacyfiku, członkiem zarządu Światowej Federacji Organizacji Inżynierskich. Doktor honoris causa Politechniki Gdańskiej – 1996.
Od 2008 w Japonii jest przyznawany medal imienia Fumio Nishino.